# Kanton Las Lajas
Der Kanton Las Lajas befindet sich in der Provinz El Oro im Süden von Ecuador. Er besitzt eine Fläche von 308,86 km². Beim Zensus 2010 hatte der Kanton 4794 Einwohner. Im Jahr 2020 lag die Einwohnerzahl schätzungsweise bei 4960. Verwaltungssitz des Kantons ist die Ortschaft La Victoria mit 1178 Einwohnern (Stand 2010).

## Lage
Der Kanton Las Lajas befindet sich im Südwesten der Provinz El Oro an der peruanischen Grenze. Das Gebiet liegt in der Buschland-Zone von Tumbes (Matarral tumbesino). Im Süden wird der Kanton vom Río Puyango begrenzt, im Nordwesten vom Río Zarumilla. Der höchste Punkt im Kanton befindet sich in der Cordillera de Tahuin im äußersten Nordosten auf einer Höhe von etwa 1200 m. Der tiefste Punkt im Kanton befindet sich im äußersten Nordwesten am Río Zarumilla und liegt auf einer Höhe von etwa 190 m. Der zentrale Teil des Kantons wird von der Quebrada Las Lajas, dem Oberlauf des Río Zarumilla, in westlicher Richtung durchflossen. Die Fernstraße E25 von Pindal und Alamor nach Arenillas durchquert den Kanton in nördlicher Richtung und führt dabei östlich an dessen Hauptort La Victoria vorbei.
Der Kanton Las Lajas grenzt im Süden an den Kanton Puyango der Provinz Loja, im Westen an Peru, im Norden an den Kanton Arenillas sowie im Osten an den Kanton Marcabelí.

## Verwaltungsgliederung
Der Kanton Las Lajas ist in die Parroquias urbanas („städtisches Kirchspiel“)
- La Victoria
- Platanillos
- Valle Hermoso

und in die Parroquias rurales („ländliches Kirchspiel“)
- El Paraíso
- La Libertad
- San Isidro

gegliedert.

## Geschichte
Der Kanton Las Lajas wurde am 9. Mai 1990 eingerichtet (fecha de creación).